# Verb intransitiu
Un verb intransitiu és el verb que no exigeix ni admet complement directe. Aquesta propietat s'anomena transitivitat.
S'ha de distingir entre els verbs intransitius purs, aquells que no necessiten ni admeten cap complement per completar el seu sentit, com «viure», dels que són intransitius ocasionalment, perquè al context concret on han aparegut no hi ha cap complement directe però podrien portar-ne en altres frases, com a «En Joan menja» (que es podria transformar en un verb transitiu en oracions com «En Joan menja carn»). En determinades gramàtiques s'anomena ambitransitius aquests verbs que admeten aparèixer amb complement o sense.
Es parla de verb intransitiu en oposició a verb transitiu.